# 36号美国国道
36号美国国道（英語：U.S. Route 36）是一条东西方向的美国国道。该公路连接了俄亥俄州塔斯卡洛瓦斯县和科罗拉多州洛磯山國家公園，全长1,414英里。